# Barcin
Barcin (în germană Bartschin) este un oraș în Żnin, voievodatul Cuiavia și Pomerania, Polonia.